# Palaja
Palaja es una pequeña ciudad francesa, situada en el departamento de Aude en la región de Occitania. Forma parte de la zona urbana de Carcasona.
En el último censo de 2015, Palaja tenía 2.277 habitantes - llamados los Palajanese. Por su proximidad a la ciudadela medieval de Carcassonne y su ambiente privilegiado, el municipio de Palaja es conocido por su entorno precioso, sus rutas de senderismo y las múltiples actividades posibles en un radio de cinco kilómetros (golf, playa, parque acrobático, polideportivo, parque australiano...). Representa los ricos suburbios de Carcasona.

## Demografía
| 288 | 269 | 585 | 1017 | 1503 | 1851 |
| Para los censos de 1962 a 1999 la población legal corresponde a la población sin duplicidades (Fuente: INSEE [Consultar]) |     |     |      |      |      |